# Othresypna perpunctosa
Othresypna perpunctosa là một loài bướm đêm trong họ Noctuidae.